# La Côte-d'Aime
La Côte-d'Aime è un comune francese soppresso e frazione del dipartimento della Savoia, nella regione dell'Alvernia-Rodano-Alpi. Dal 1º gennaio 2016 si è fuso con i comuni di Bellentre, Mâcot-la-Plagne e Valezan per formare il nuovo comune di La Plagne-Tarentaise.
Il comune comprendeva diversi villaggi montani compresi tra gli 800 e i 1.300 metri: Le Villard, Beguevey, Pierrolaz (capoluogo del comune soppresso), La Sciaz, Préberard, Prégirod, Les Moulins, La Grande Bergerie, La Petite Bergerie e Montméry. Tra la fine del XX secolo e l'inizio del XXI secolo sono sorti nuovi insediamenti residenziali: Côte Rousse, la Corbière, Pré Boissy, le Val, Pré à Villien, les Mariets, les Lognes, Beguevey e Pré Bérard.

## Società

### Evoluzione demografica
Abitanti censiti